# Paul Westermeier
Paul Westermeier (né le 9 juillet 1892 à Berlin, mort le 17 octobre 1972 dans la même ville) est un acteur allemand.

## Biographie
Il est le fils d'Engelbert Westermeier, fonctionnaire, et son épouse  Luise Nagora. Dans sa jeunesse, il est parfois clown et joue dans une troupe de théâtre d'écoliers. Il quitte l'école avant l'abitur et prend des cours de théâtres auprès de Moritz Zeisler au Königlichen Schauspielhaus et à l'école de Marie Seebach.
À 17 ans, il commence au Königlichen Schauspielhaus et obtient en 1909 à Stralsund. Il joue ensuite à Plauen et à Magdebourg. En 1911, il vient à Hambourg puis l'année suivante à Brême.
En 1913, il revient sur les scènes berlinois, en particulier le Metropol-Theater, l'Admiralspalast et le Thalia-Theater. Il devient une vedette des opérettes et des revues des années 1920, souvent en compagnie de Lotte Werkmeister qu'il épouse en 1935.
Durant ces mêmes années, il commence une carrière au cinéma comme acteur de second rôle. Il jouera ainsi dans près de 200 films. Il incarnait généralement le petit voisin grincheux, souvent un Berlinois.
Après la Seconde Guerre mondiale, sa carrière se poursuit sans problèmes. Il est encore le Berlinois grincheux. Mais il peut tout autant être quelqu'un de calme. Westermeier continue également à jouer dans les théâtres berlinois.

## Filmographie
| - 1917 : Die Hochzeit im Excentric-Club - 1917 : Das unruhige Hotel - 1918 : Nur um tausend Dollar - 1918 : Agnes Arnau und ihre drei Freier - 1922 : Sie und die Drei - 1924 : Die Bacchantin - 1926 : In der Heimat, da gibt's ein Wiedersehn! - 1926 : Annemarie und ihr Ulan - 1927 : Eine tolle Nacht - 1927 : Üb immer Treu und Redlichkeit - 1927 : Die große Pause - 1928 : Dyckerpotts Erben - 1928 : Herkules Maier - 1928 : Lemkes sel. Witwe - 1929 : Drei machen ihr Glück - 1929 : Mascottchen - 1930 : Alraune - 1930 : Zapfenstreich am Rhein - 1930 : 1000 Worte deutsch - 1930 : Der keusche Joseph - 1931 : Die spanische Fliege de Georg Jacoby : - 1931 : Sur le pavé de Berlin - 1931 : L'Étudiant pauvre - 1931 : Jeder fragt nach Erika - 1931 : Der kleine Seitensprung - 1931 : Die schwebende Jungfrau - 1931 : Ein ausgekochter Junge - 1931 : Kabarett-Programm Nr. 2 - 1931 : Die Liebesfiliale - 1931 : Kyritz – Pyritz - 1931 : Luise, Königin von Preußen - 1932 : Es wird schon wieder besser - 1932 : F.P.1 antwortet nicht - 1932 : Hasenklein kann nichts dafür - 1932 : Zwei vom Südexpreß - 1932 : Quick - 1932 : Wie sag ich's meinem Mann? - 1932 : Zu Befehl, Herr Unteroffizier - 1933 : Ganovenehre: Ein Film aus der Berliner Unterwelt - 1933 : Ich will Dich Liebe lehren - 1933 : Morgenrot - 1933 : Der Stern von Valencia - 1933 : Inge und die Millionen - 1934 : Mutter und Kind - 1934 : Que suis-je sans toi ? - 1934 : Fräulein Liselott - 1934 : Die Liebe und die erste Eisenbahn - 1934 : Die vier Musketiere - 1934 : Die beiden Seehunde - 1934 : Die Spork'schen Jäger - 1934 : Der Herr Senator - 1934 : Lockvogel - 1934 : Wenn ich König wär - 1935 : Warum lügt Fräulein Käthe? - 1935 : Ein falscher Fuffziger - 1935 : La Kermesse héroïque - 1935 : April, April! (en) - 1935 : Lärm um Weidemann - 1935 : Der mutige Seefahrer - 1936 : Fünf Personen suchen Anschluß - 1936 : Das Hermännchen - 1936 : Der müde Theodor - 1936 : Savoy-Hotel 217 - 1936 : Ein kleiner goldener Ring - 1936 : Das Veilchen vom Potsdamer Platz - 1936 : Die Leute mit dem Sonnenstich - 1936 : Die letzten Grüße von Marie - 1936 : Raub der Sabinerinnen - 1936 : Onkel Bräsig - 1936 : Bezirksvertreter gesucht - 1937 : Alarm in Peking - 1937 : Das große Abenteuer - 1937 : Sein bester Freund - 1937 : Togger - 1937 : Die Umwege des schönen Karl - 1936 : Fridericus - 1937 : Der Unwiderstehliche - 1937 : Der Lachdoktor - 1937 : Yette la divine - 1937 : Mit versiegelter Order - 1937 : Fremdenheim Filoda - 1937 : Autobus S - 1937 : La Passerelle aux chats | - 1938 : La Femme au carrefour - 1938 : Das Mädchen von gestern Nacht - 1938 : Nanon - 1938 : Rote Orchideen - 1938 : Skandal um den Hahn - 1938 : Unsere kleine Frau - 1938 : Der nackte Spatz - 1938 : L'Énigme de Beate - 1938 : Fracht von Baltimore - 1938 : Das Leben kann so schön sein - 1939 : Aufruhr in Damaskus - 1939 : Liebe streng verboten - 1939 : Le Voyage à Tilsit (en) - 1939 : Wer küßt Madeleine? - 1939 : Der grüne Kaiser - 1939 : Gold in New Frisco - 1940 : Casanova heiratet - 1940 : Zwielicht - 1940 : Der Herr im Haus - 1940 : Fahrt ins Leben - 1940 : Für die Katz - 1940 : Les Rothschilds - 1941 : Frau Luna - 1941 : Unser kleiner Junge - 1941 : Blutsbrüderschaft - 1941 : Krach im Vorderhaus - 1941 : Charivan - 1941 : Je t'aimerai toujours - 1941 : Le Grand Roi - 1941 : Jakko - 1942 : Andreas Schlüter - 1942 : Diesel - 1943 : Famille Buchholz - 1943 : Neigungsehe - 1943 : Junge Herzen - 1944 : Frech und verliebt - 1945 : Die Schenke zur ewigen Liebe - 1945 : Der Mann im Sattel - 1945 : Das kleine Hofkonzert - 1950 : Die Treppe (en) - 1951 : Königin einer Nacht - 1951 : Herzen im Sturm - 1951 : Torreani - 1951 : Durch Dick und Dünn - 1951 : Die Frauen des Herrn S. - 1951 : Professor Nachtfalter - 1951 : Hilfe, ich bin unsichtbar - 1952 : Mein Herz darfst du nicht fragen - 1952 : L'Auberge du Cheval-Blanc - 1953 : Von Liebe reden wir später - 1953 : Die vertagte Hochzeitsnacht - 1953 : Tante Jutta aus Kalkutta - 1953 : Fleur de Hawaï - 1953 : Der Vetter aus Dingsda - 1953 : L'Hôtel qui chante - 1953 : Bravo je suis papa! - 1953 : Kaiserwalzer - 1954 : Sauerbruch – Das war mein Leben - 1954 : Die schöne Müllerin - 1954 : Keine Angst vor Schwiegermüttern - 1954 : Columbus entdeckt Krähwinkel - 1954 : Geld aus der Luft - 1954 : Die verschwundene Miniatur - 1955 : Das fröhliche Dorf - 1955 : Le Général du Diable - 1955 : Vatertag (de) - 1955 : Le Congrès s'amuse - 1956 : Ein tolles Hotel - 1956 : Manöverball - 1956 : IA in Oberbayern - 1956 : II-A in Berlin - 1956 : Rosmarie kommt aus Wildwest - 1956 : Saison in Oberbayern - 1956 : Le Pantalon volé - 1956 : Symphonie in Gold - 1957 : Kleiner Mann – ganz groß - 1957 : Call-Girls - 1957 : Almenrausch und Edelweiß - 1958 : Mein Schatz ist aus Tirol - 1958 : Eine Reise ins Glück - 1958 : Mikosch, der Stolz der Kompanie - 1962 : Sein bester Freund |

## Source de la traduction
- (de) Cet article est partiellement ou en totalité issu de l’article de Wikipédia en allemand intitulé « Paul Westermeier » (voir la liste des auteurs).